# Jordy Buijs
Jordy Buijs (28 de diciembre de 1988) es un futbolista neerlandés que juega como defensa en el RKSV Halsteren.

## Trayectoria

### Clubes
| Club                      | País         | Año       |
| ------------------------- | ------------ | --------- |
| Feyenoord                 | Países Bajos | 2007-2008 |
| De Graafschap Doetinchem  | Países Bajos | 2008-2011 |
| NAC Breda                 | Países Bajos | 2011-2014 |
| Sportclub Heerenveen      | Países Bajos | 2014-2016 |
| Roda JC Kerkrade          | Países Bajos | 2016      |
| CS Pandurii Târgu Jiu     | Rumania      | 2016      |
| Sydney F. C.              | Australia    | 2017-2018 |
| V-Varen Nagasaki          | Japón        | 2018-2019 |
| Tokushima Vortis (cedido) | Japón        | 2019      |
| Kyoto Sanga               | Japón        | 2020-2021 |
| Fagiano Okayama           | Japón        | 2022-2023 |
| RKSV Halsteren            | Países Bajos | 2024-     |